# Vagarosa
Vagarosa é o segundo álbum de estúdio da cantora brasileira Céu, mesclando influências de world music, música brasileira, reggae e dub.
Lançado em 2009, quatro anos após sua estreia, o álbum tem 12 composições próprias e uma releitura psicodélica de "Rosa Menina Rosa", do Jorge Ben. Destaque também para "Sonâmbulo", um "reggae estilo Manu Chao (para quem conhece)", "Sobre o amor e seu trabalho silencioso", primeira faixa do CD, "Cangote", "Bubuia" e "Grains de Beauté". A revista Rolling Stone Brasil o elegeu  como melhor disco de 2009 e as canções "Cangote" e "Bubuia" foram eleitas a segunda e décima quinta, respectivamente, como as melhores músicas de 2009.
Em 2019, o álbum é relançado em disco de vinil pela gravadora Polysom

## Recepção

### Crítica
| Críticas profissionais | Críticas profissionais |
| Avaliações da crítica  | Avaliações da crítica  |
| Fonte                  | Avaliação              |
| ---------------------- | ---------------------- |
| Allmusic               | [ 3 ]                  |
| Território da Música   | [ 4 ]                  |
| The Guardian           | [ 5 ]                  |
| The Times              | [ 6 ]                  |
| The Daily Telegraph    | [ 7 ]                  |
| Globo.com              | positiva               |
| The Observer           | [ 9 ]                  |
| Rolling Stone Brasil   | [ 10 ]                 |
| The Independent        | positiva               |
| BBC                    | positiva               |

| Críticas profissionais | Críticas profissionais |
| Avaliações da crítica  | Avaliações da crítica  |
| Fonte                  | Avaliação              |
| ---------------------- | ---------------------- |
| Financial Times        | [ 13 ]                 |
| Folha de S.Paulo       | positiva               |
| PopMatters             | [ 15 ]                 |
| The New York Times     | positiva               |
| Billboard              | positiva               |
| Daily News             | [ 18 ]                 |
| LA Weekly              | positiva               |
| Los Angeles Times      | positiva               |
| Seattle Weekly         | positiva               |
| SF Weekly              | positiva               |

Eduardo Guimarães crítico do Território da Música, avaliou o disco em 4 estrelas, afirmando que neste disco Céu mostra que têm tudo para manter o posto de destaque entre as novas vozes da MPB.
Robin Denselow do jornal britânico The Guardian elogiou o disco da brasileira, classificando em 5 estrelas.
Mark Hudson que escreve para o jornal britânico The Telegraph elogiou a voz da cantora brasileira, dizendo que ela leva a os elementos da música em uma mistura de texturas eletrônicas e acústicas.
A crítica do jornal brasileiro O Globo foi positiva, Lígia Nogueira diz que depois de cinco anos após o disco de estreia Céu reconquista sem pressa o seu espaço entre as maiores artistas de sua geração
O jornal britânico The Observer citou que é difícil definir Vagarosa, talvez uma distinção crucial é que cada som está aqui por alguma razão. A guitarra é o instrumento mais predominante, mas tratado de uma forma que suspende cada nota em segundo plano por trás aqueles que seguem. Gillett dá destaque a canção "Comadi" que soa como um sax barítono buzina de distância, embora o crédito sugere que ele deve ser um mellotron, e cita que Céu e seu time poderiam reivindicar um título por essa invenção.
Paulo Terron que escreve para a Rolling Stone Brasil inicia o texto dizendo "Um disco moderno e orgânico, para ser apreciado com muita calma", cita que o segundo trabalho da cantora traz uma ousadia, as letras são de temas universais como amor, sentido de vida mas são sustentadas por arranjos vocais elaborados e bases instrumentais muito complexas, que dão muito destaque aos teclados.

## Lista de faixas
| Edição padrão  |                                                 |                                                                             |         |  |
| N.º            | Título                                          | Compositor(es)                                                              | Duração |  |
| 1.             | "Sobre o Amor e Seu Trabalho Silencioso"        | Céu                                                                         | 0:55    |  |
| 2.             | "Cangote" (Part. Gigante Brazil)                | Céu                                                                         | 4:05    |  |
| 3.             | "Comadi"                                        | Céu Beto Villares                                                           | 3:30    |  |
| 4.             | "Bubuia" (Part. Negresko Sis)                   | Céu Anelis Assumpção Thalma de Freitas                                      | 3:16    |  |
| 5.             | "Nascente"                                      | Céu Siba                                                                    | 3:21    |  |
| 6.             | "Grains de Beauté"                              | Céu Villares                                                                | 3:36    |  |
| 7.             | "Vira Lata" (Part. Luiz Melodia)                | Céu                                                                         | 3:37    |  |
| 8.             | "Papa"                                          | Céu                                                                         | 1:21    |  |
| 9.             | "Ponteiro"                                      | Céu                                                                         | 3:38    |  |
| 10.            | "Cordão da Insônia"                             | Céu Villares                                                                | 2:43    |  |
| 11.            | "Rosa Menina Rosa" (Part. Los Sebozos Postizos) | Jorge Ben Jor                                                               | 4:43    |  |
| 12.            | "Sonâmbulo"                                     | Céu Serginho Machado Bruno Buarque Lucas Martins DJ Marco Guilherme Ribeiro | 3:51    |  |
| 13.            | "Espaçonave"                                    | Céu Fernando Catatau                                                        | 3:35    |  |
| Duração total: | Duração total:                                  | Duração total:                                                              | 41:54   |  |

| Edição especial |                                 |                          |         |  |
| N.º             | Título                          | Compositor(es)           | Duração |  |
| 14.             | "Visgo de Jaca"                 | Rildo Hora Sérgio Cabral | 4:40    |  |
| 15.             | "Mais um Lamento" (Lenza Remix) | Céu Danilo Moraes        | 4:56    |  |
| Duração total:  | Duração total:                  | Duração total:           | 51:30   |  |

## Turnê
| Datas                   | Datas                  | Datas            | Datas                              | Datas            |
| Data                    | Cidade                 | País             | Local                              |                  |
| América do Norte        | América do Norte       | América do Norte | América do Norte                   | América do Norte |
| ----------------------- | ---------------------- | ---------------- | ---------------------------------- | ---------------- |
| 14 de julho de 2009     | Seattle                | Estados Unidos   | The Triple Door                    |                  |
| 15 de julho de 2009     | Seattle                | Estados Unidos   | The Triple Door                    |                  |
| 17 de julho de 2009     | West Hollywood         | Estados Unidos   | Roxy Theatre                       |                  |
| 18 de julho de 2009     | São Francisco          | Estados Unidos   | Herbst Theatre                     |                  |
| 21 de julho de 2009     | Nova Iorque            | Estados Unidos   | Highline Ballroom                  |                  |
| América do Sul          |                        |                  |                                    |                  |
| 27 de agosto de 2009    | Porto Alegre           | Brasil           | Bar Opinião                        |                  |
| 28 de agosto de 2009    | Curitiba               | Brasil           | John Bull Music Hall               |                  |
| 18 de setembro de 2009  | Recife                 | Brasil           | Teatro da UFPE                     |                  |
| 19 de setembro de 2009  | Fortaleza              | Brasil           | Centro de Convenções Edson Queiroz |                  |
| 24 de setembro de 2009  | João Pessoa            | Brasil           | Teatro Paulo Pontes                |                  |
| 26 de setembro de 2009  | Salvador               | Brasil           | Concha Acústica                    |                  |
| 2 de outubro de 2009    | São Paulo              | Brasil           | Auditório Ibirapuera               |                  |
| 3 de outubro de 2009    | São Paulo              | Brasil           | Auditório Ibirapuera               |                  |
| 4 de outubro de 2009    | São Paulo              | Brasil           | Auditório Ibirapuera               |                  |
| 9 de outubro de 2009    | Rio de Janeiro         | Brasil           | Circo Voador                       |                  |
| Europa                  |                        |                  |                                    |                  |
| 23 de outubro de 2009   | Paris                  | França           | La Maroquinerie                    |                  |
| 25 de outubro de 2009   | Colônia                | Alemanha         | Stadtgarden Konzerthaus            |                  |
| 26 de outubro de 2009   | Hamburgo               | Alemanha         | Fabrik Hamburg                     |                  |
| 27 de outubro de 2009   | Berlim                 | Alemanha         | Lido Berlin                        |                  |
| 30 de outubro de 2009   | Zurique                | Suíça            | Moods Club                         |                  |
| 31 de outubro de 2009   | Munique                | Alemanha         | Ampere                             |                  |
| 5 de novembro de 2009   | Onex                   | Suíça            | Salle Communale                    |                  |
| 6 de novembro de 2009   | Londres                | Inglaterra       | ULU Live                           |                  |
| América do Sul          |                        |                  |                                    |                  |
| 27 de novembro de 2009  | Belo Horizonte         | Brasil           | Music Hall                         |                  |
| 28 de novembro de 2009  | Brasília               | Brasil           | Teatro Oi Brasília                 |                  |
| 5 de dezembro de 2009   | Belém                  | Brasil           | Teatro Estação Gasômetro           |                  |
| 6 de dezembro de 2009   | Manaus                 | Brasil           | Teatro Amazonas                    |                  |
| 9 de dezembro de 2009   | São Paulo              | Brasil           | Teatro das Artes                   |                  |
| 16 de janeiro de 2010   | Rio de Janeiro         | Brasil           | Circo Voador                       |                  |
| 25 de janeiro de 2010   | São Paulo              | Brasil           | Sesc Itaquera                      |                  |
| 15 de fevereiro de 2010 | Recife                 | Brasil           | Cais da Alfândega                  |                  |
| 6 de março de 2010      | São Paulo              | Brasil           | Sesc Pinheiros                     |                  |
| 7 de março de 2010      | São Paulo              | Brasil           | Sesc Pinheiros                     |                  |
| 14 de março de 2010     | São Bernardo do Campo  | Brasil           | Parque Engenheiro Salvador Arena   |                  |
| 19 de março de 2010     | São José dos Campos    | Brasil           | Sesc São José dos Campos           |                  |
| 20 de março de 2010     | Santo André            | Brasil           | Sesc Santo André                   |                  |
| América do Norte        |                        |                  |                                    |                  |
| 12 de abril de 2010     | Seattle                | Estados Unidos   | The Triple Door                    |                  |
| 13 de abril de 2010     | Seattle                | Estados Unidos   | The Triple Door                    |                  |
| 14 de abril de 2010     | Portland               | Estados Unidos   | Aladdin Theater                    |                  |
| 16 de abril de 2010     | Indio                  | Estados Unidos   | Empire Polo Club                   |                  |
| 18 de abril de 2010     | São Francisco          | Estados Unidos   | The Independent                    |                  |
| 21 de abril de 2010     | Minneapolis            | Estados Unidos   | Dakota Jazz Club                   |                  |
| 22 de abril de 2010     | Minneapolis            | Estados Unidos   | Dakota Jazz Club                   |                  |
| 23 de abril de 2010     | Chicago                | Estados Unidos   | Green Dolphin Street               |                  |
| 25 de abril de 2010     | Nova Iorque            | Estados Unidos   | Highline Ballroom                  |                  |
| América do Sul          |                        |                  |                                    |                  |
| 7 de maio de 2010       | São Paulo              | Brasil           | Sesc Vila Mariana                  |                  |
| 8 de maio de 2010       | São Paulo              | Brasil           | Sesc Vila Mariana                  |                  |
| 9 de maio de 2010       | São Paulo              | Brasil           | Sesc Vila Mariana                  |                  |
| 15 de maio de 2010      | São Paulo              | Brasil           | Praça Júlio Prestes                |                  |
| 29 de maio de 2010      | São Paulo              | Brasil           | Centro Cultural Rio Verde          |                  |
| 30 de maio de 2010      | São Paulo              | Brasil           | Centro Cultural da Juventude       |                  |
| 7 de junho de 2010      | São Paulo              | Brasil           | Teatro da Vila                     |                  |
| 12 de junho de 2010     | Belo Horizonte         | Brasil           | Music Hall                         |                  |
| Europa                  |                        |                  |                                    |                  |
| 29 de junho de 2010     | Porto                  | Portugal         | Casa da Música                     |                  |
| 1 de julho de 2010      | Roskilde               | Dinamarca        | Festivalpladsen                    |                  |
| 2 de julho de 2010      | Fargau-Pratjau         | Alemanha         | Schloss Salzan                     |                  |
| 3 de julho de 2010      | Rudolstadt             | Alemanha         | Heinepark                          |                  |
| 8 de julho de 2010      | Valência               | Espanha          | Palau de la Música                 |                  |
| 9 de julho de 2010      | Santa Cruz de Tenerife | Espanha          | Auditório de Tenerife              |                  |
| 10 de julho de 2010     | Santa Brígida          | Espanha          | Parque Municipal                   |                  |
| 12 de julho de 2010     | Cartagena              | Espanha          | Catedral Antigua de Cartagena      |                  |
| 15 de julho de 2010     | Londres                | Inglaterra       | Hackney Empire                     |                  |
| 16 de julho de 2010     | Munique                | Alemanha         | Olympiapark                        |                  |
| 19 de julho de 2010     | Stuttgart              | Alemanha         | Mercedes-Benz Museum               |                  |
| 20 de julho de 2010     | Darmstadt              | Alemanha         | Centralstation Darmstadt           |                  |
| 21 de julho de 2010     | St. Moritz             | Suíça            | Dracula Club                       |                  |
| 22 de julho de 2010     | Karlsruhe              | Alemanha         | Tollhaus Kulturzentrum             |                  |
| 24 de julho de 2010     | Kassandra              | Grécia           | Sani Hill                          |                  |
| 25 de julho de 2010     | Kassel                 | Alemanha         | Drahtbrücke                        |                  |
| 28 de julho de 2010     | Sines                  | Portugal         | Castelo de Sines                   |                  |
| 30 de julho de 2010     | Annemasse              | França           | Parc de la Fantasia                |                  |
| 31 de julho de 2010     | Paris                  | França           | New Morning                        |                  |
| 1 de agosto de 2010     | Boechout               | Bélgica          | Molenveld                          |                  |
| América do Sul          |                        |                  |                                    |                  |
| 12 de agosto de 2010    | São Paulo              | Brasil           | Citibank Hall                      |                  |
| 14 de agosto de 2010    | Olinda                 | Brasil           | Mercado Eufrásio Barbosa           |                  |
| 17 de agosto de 2010    | Campinas               | Brasil           | Parque Dom Pedro Shopping          |                  |
| 28 de agosto de 2010    | Piraquara              | Brasil           | Fazenda Heimari                    |                  |
| 11 de setembro de 2010  | Rio de Janeiro         | Brasil           | Circo Voador                       |                  |
| 19 de setembro de 2010  | São Paulo              | Brasil           | Parque da Independência            |                  |
| 25 de setembro de 2010  | Salvador               | Brasil           | Concha Acústica                    |                  |
| 16 de outubro de 2010   | São Paulo              | Brasil           | Chácara do Jockey Club             |                  |
| 22 de outubro de 2010   | Fortaleza              | Brasil           | Campus do Pici                     |                  |
| 27 de novembro de 2010  | Rio de Janeiro         | Brasil           | Arcos da Lapa                      |                  |
| 15 de dezembro de 2010  | São Paulo              | Brasil           | Teatro Bradesco                    |                  |
| 4 de fevereiro de 2011  | Rio de Janeiro         | Brasil           | Pier Mauá                          |                  |
| Europa                  |                        |                  |                                    |                  |
| 18 de fevereiro de 2011 | Bielsko-Biała          | Polônia          | Klub Klimat                        |                  |
| América do Sul          |                        |                  |                                    |                  |
| 25 de fevereiro de 2011 | São Paulo              | Brasil           | Sesc Belenzinho                    |                  |
| 26 de fevereiro de 2011 | São Paulo              | Brasil           | Sesc Belenzinho                    |                  |
| 16 de março de 2011     | São Paulo              | Brasil           | Teatro do SESI                     |                  |
| 25 de março de 2011     | Belo Horizonte         | Brasil           | Palácio das Artes                  |                  |
| 6 de abril de 2011      | Teresina               | Brasil           | Teresina Shopping                  |                  |
| 8 de abril de 2011      | Campinas               | Brasil           | Sesc Campinas                      |                  |
| América do Norte        |                        |                  |                                    |                  |
| 27 de abril de 2011     | Las Cruces             | Estados Unidos   | Universidade do Novo México        |                  |
| 29 de abril de 2011     | Miami Beach            | Estados Unidos   | North Beach Bandshell              |                  |
| 1 de maio de 2011       | Nova Iorque            | Estados Unidos   | Highline Ballroom                  |                  |
| 3 de maio de 2011       | Minneapolis            | Estados Unidos   | Dakota Jazz Club                   |                  |
| 4 de maio de 2011       | Minneapolis            | Estados Unidos   | Dakota Jazz Club                   |                  |
| 6 de maio de 2011       | São Francisco          | Estados Unidos   | Herbst Theatre                     |                  |
| 7 de maio de 2011       | Los Angeles            | Estados Unidos   | El Rey Theatre                     |                  |
| América do Sul          |                        |                  |                                    |                  |
| 14 de maio de 2011      | Santo André            | Brasil           | Parque Central                     |                  |
| 15 de maio de 2011      | Jundiaí                | Brasil           | Parque da Uva                      |                  |
| 21 de maio de 2011      | Rio de Janeiro         | Brasil           | Praia do Arpoador                  |                  |
| 30 de maio de 2011      | Ribeirão Preto         | Brasil           | Theatro Pedro II                   |                  |
| 4 de junho de 2011      | Belo Horizonte         | Brasil           | Estação Vilarinho                  |                  |
| Europa                  |                        |                  |                                    |                  |
| 8 de julho de 2011      | Cascais                | Portugal         | Parque Marechal Carmona            |                  |
| 11 de julho de 2011     | Londres                | Inglaterra       | The Jazz Café                      |                  |
| 12 de julho de 2011     | Paris                  | França           | New Morning                        |                  |
| América do Sul          |                        |                  |                                    |                  |
| 6 de agosto de 2011     | São Paulo              | Brasil           | Praça Antônio Prado                |                  |
| 26 de agosto de 2011    | Brasília               | Brasil           | Teatro Oi Brasília                 |                  |
| 20 de setembro de 2011  | Goiânia                | Brasil           | Centro de Eventos da UFG           |                  |
| 23 de setembro de 2011  | Buenos Aires           | Argentina        | Niceto Club                        |                  |
| 30 de setembro de 2011  | Rio de Janeiro         | Brasil           | Cidade do Rock                     |                  |
| Europa                  |                        |                  |                                    |                  |
| 11 de outubro de 2011   | Valenciennes           | França           | Le Phénix                          |                  |
| 12 de outubro de 2011   | Turnhout               | Bélgica          | De Warande                         |                  |
| 13 de outubro de 2011   | Namur                  | Bélgica          | Théâtre de Namur                   |                  |
| 15 de outubro de 2011   | Bruxelas               | Bélgica          | Théâtre 140                        |                  |

1. ↑  Este show é parte do Festival Les Créatives.
2. ↑  Este show é parte do Recbeat.
3. ↑  Este show é parte do Coachella Festival.
4. ↑  Este show é parte da Virada Cultural.
5. ↑  Este show é parte do Festival de Roskilde.
6. ↑  Este show é parte do JazzBaltica.
7. ↑  Este show é parte do TFF Rudolstadt.
8. ↑  Este show é parte do Festival de Jazz de Valencia.
9. 1 2  Estes shows são parte do CanáriasJazz&Más.
10. ↑  Este show é parte do La Mar de Músicas.
11. ↑  Este show é parte do Blaze Festival.
12. ↑  Este show é parte do Tollwood Summer Festival.
13. ↑  Este show é parte do Jazzopen Stuttgart.
14. ↑  Este show é parte do Merck-Sommerperlen.
15. ↑  Este show é parte do Festival da Jazz St. Moritz.
16. ↑  Este show é parte do Zeltival.
17. ↑  Este show é parte do Sani Festival.
18. ↑  Este show é parte do Kulturzelt Festival.
19. ↑  Este show é parte do Festival Músicas do Mundo.
20. ↑  Este show é parte do Festival Musical d'été.
21. ↑  Este show é parte do Festival All Stars.
22. ↑  Este show é parte do Sfinks Festival.
23. ↑  Este show é parte do Tribaltech MultiCult Art Festival.
24. ↑  Este show é parte do Festival Coquetel Molotov.
25. ↑  Este show é parte do Festival Natura Nós.
26. ↑  Este show é parte do Festival UFC de Cultura.
27. ↑  Este show é parte do Festival Brasilidades.
28. ↑  Este show é parte do Sesc Rio Noites Cariocas.
29. ↑  Este show é parte do Lotos Jazz Festival.
30. ↑  Este show é parte do TransAtlantic Festival.
31. 1 2  Estes shows são parte da Virada Cultural.
32. ↑  Este show é parte do Viradão Carioca.
33. ↑  Este show é parte da Feira Nacional do Livro.
34. ↑  Este show é parte do BH Music Station.
35. ↑  Este show é parte do Cool Jazz Fest.
36. ↑  Este show é parte do Festival All Stars.
37. ↑  Este show é parte do Projeto Gran Momentos.
38. ↑  Este show é parte do Rock in Rio.